# Пшегожальские скалки (заповедник)
Пшегожа́льские ска́лки (пол. Skałki Przegorzalskie) — наименование заповедника в Польше в западной части Кракова на территории Вольского леса. Принадлежит Ягеллонскому университету.
Площадь заповедника составляет 1,38 га. Заповедник находится на окраине Вольского леса со стороны оседле Пшегожалы, от которого он получил своё название.
Заповедник «Пшегожальские скалки» был основан 29 ноября 1959 года для охраны теплолюбивых наскальных и ксеротермичных растений. На территории заповедника произрастает смешанный лиственный лес с преобладанием субконтинентальных теплолюбивых растений солонечник обыкновенный, волчеягодник обыкновенный, молодило шароносное, первоцвет высокий, ландыш, дремлик зимовниковый, крушина ломкая, плющ обыкновенный, калина обыкновенная, подмаренник душистый.
На территории заповедника находится памятник культуры Малопольского воеводства Вилла Башня авторства польского архитектора Адольфа Шишко-Богуша.
Во время Второй мировой войны на территории современного заповедника немецкими властями был построен Замок Вартенберг.

## Источник
- Encyklopedia Krakowa. Warszawa — Kraków: Wydawnictwo Naukowe PWN, 2000, ISBN 83-01-13325-2.
- Beata Konopska, Michał Starzewski: Kraków w biegu — atlas miasta. Polskie Przedsiębiorstwo Wydawnictw Kartograficznych im. Eugeniusza Romera.